# Felinae
I felini (Felinae, Waldheim, 1817) sono una sottofamiglia della famiglia dei Felidi.
Sono caratterizzati da una testa di forma rotondeggiante, il muso corto e il corpo ricoperto di pelliccia, spesso maculata o striata. Hanno zampe munite di cuscinetti plantari e artigli protrattili, che utilizzano per la caccia, e hanno udito e vista ottimi, il che dà loro la possibilità di cacciare di notte.
Nel linguaggio comune si usano anche i termini "grandi felini" (o panterini) per indicare gli appartenenti al genere Panthera, e "piccoli felini", del genere Felis (rappresentati principalmente dal gatto). Il primo gruppo fa però parte della sottofamiglia Pantherinae e il secondo è solo uno dei tanti generi della sottofamiglia Felinae.
I felini dunque possono presentare varie taglie diverse, dal grande ghepardo al piccolo gatto domestico.

## Tassonomia
- Linea evolutiva Puma
  - Genere Puma Jardine, 1834
    - Puma concolor (Linnaeus, 1771) - puma

  - Genere Herpailurus Severtzov, 1858

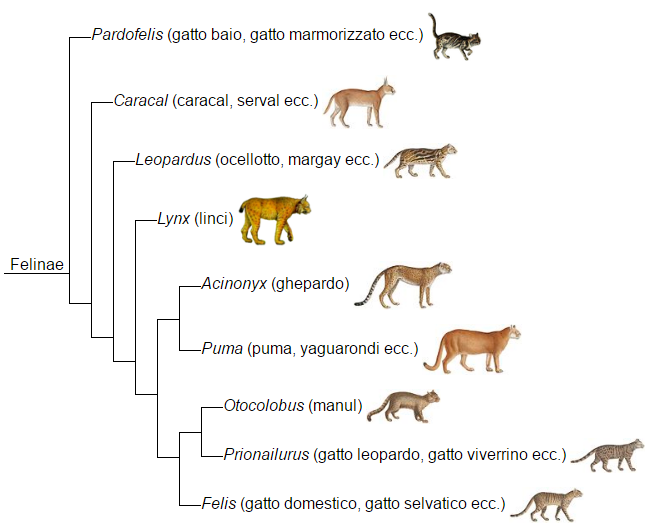
Albero filogenetico

    - Herpailurus yagouaroundi (É. Geoffroy Saint-Hilaire, 1803) - yaguarondi

  - Genere Acinonyx Brookes, 1828
    - Acinonyx jubatus (Schreber, 1775) - ghepardo
- Linea evolutiva Leopardus
  - Genere Leopardus Gray, 1842
    - Leopardus pardalis (Linnaeus, 1758) - ocelot
    - Leopardus wiedii (Schinz, 1821) - margay
    - Leopardus geoffroyi (d'Orbigny e P. Gervais, 1844) - gatto di Geoffroy
    - Leopardus guigna (G. I. Molina, 1782) - kodkod
    - Leopardus guttulus (Hensel, 1872) - gatto tigre meridionale
    - Leopardus emiliae (O. Thomas, 1914) - gatto tigre orientale
    - Leopardus tigrinus (von Schreber, 1775) - gatto tigre settentrionale
    - Leopardus colocola (G. I. Molina, 1782) - colocolo
    - Leopardus braccatus (Cope, 1889) - gatto del Pantanal
    - Leopardus fasciatus (Larrañaga, 1923) - gatto di Muñoa
    - Leopardus pajeros (Desmarest, 1816) - gatto delle pampas
    - Leopardus garleppi (Matschie, 1912) - gatto di Garlepp
    - Leopardus jacobita (Cornalia, 1865) - gatto delle Ande
- Linea evolutiva Prionailurus
  - Genere Otocolobus Brandt, 1842
    - Otocolobus manul (Pallas, 1776) - gatto di Pallas

  - Genere Prionailurus Severtzov, 1858
    - Prionailurus planiceps (Vigors e Horsfield, 1827) - gatto a testa piatta
    - Prionailurus viverrinus (Bennett, 1833) - gatto pescatore
    - Prionailurus rubiginosus (I. Geoffroy Saint-Hilaire, 1831) - gatto rugginoso
    - Prionailurus bengalensis (Kerr, 1792) - gatto leopardo
    - Prionailurus javanensis (Desmarest, 1816) - gatto leopardo della Sonda
- Linea evolutiva Caracal
  - Genere Leptailurus Severtzov, 1858
    - Leptailurus serval (von Schreber, 1776) - serval

  - Genere Caracal Gray, 1843
    - Caracal caracal (von Schreber, 1776) - caracal
    - Caracal aurata (Temminck, 1827) - gatto dorato africano
- Linea evolutiva Felis
  - Genere Felis Linnaeus, 1758
    - Felis silvestris Schreber, 1777 - gatto selvatico europeo
    - Felis catus Linnaeus, 1758 - gatto domestico
    - Felis lybica Forster, 1780 - gatto selvatico africano
    - Felis bieti Milne-Edwards, 1892 - gatto di Biet
    - Felis chaus Schreber, 1777 - gatto della giungla
    - Felis margarita Loche, 1858 - gatto delle sabbie
    - Felis nigripes Burchell, 1824 - gatto dai piedi neri
- Linea evolutiva Lynx
  - Genere Lynx Kerr, 1792
    - Lynx canadensis Kerr, 1792 - lince canadese
    - Lynx pardinus (Temminck, 1827) - lince iberica
    - Lynx lynx (Linnaeus, 1758) - lince eurasiatica
    - Lynx rufus (von Schreber, 1777) - lince rossa
- Linea evolutiva Pardofelis
  - Genere Catopuma Severtzov, 1858
    - Catopuma temminckii (Vigors e Horsfield, 1827) - gatto dorato asiatico
    - Catopuma badia (J. E. Gray, 1874) - gatto dorato del Borneo

  - Genere Pardofelis Severtzov, 1858
    - Pardofelis marmorata (W. Martin, 1837) - gatto marmorizzato

### Generi estinti
- Genere Miracinonyx:
  - Miracinonyx inexpectatus †
  - Miracinonyx trumani †
  - Miracinonyx studeri (?) †
- Genere Pratifelis:
  - Pratifelis martini †

## Galleria d'immagini

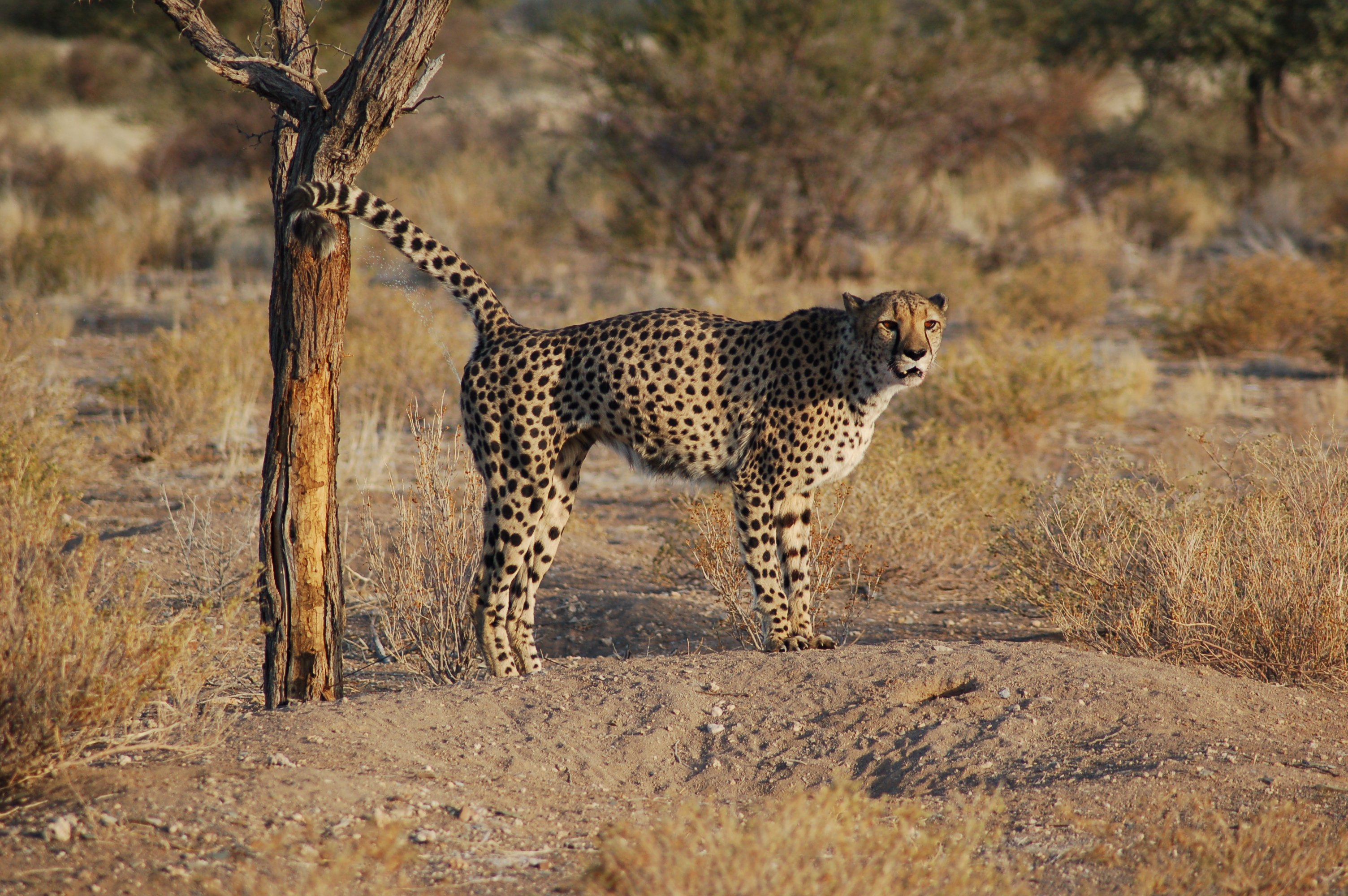
Acinonyx jubatus
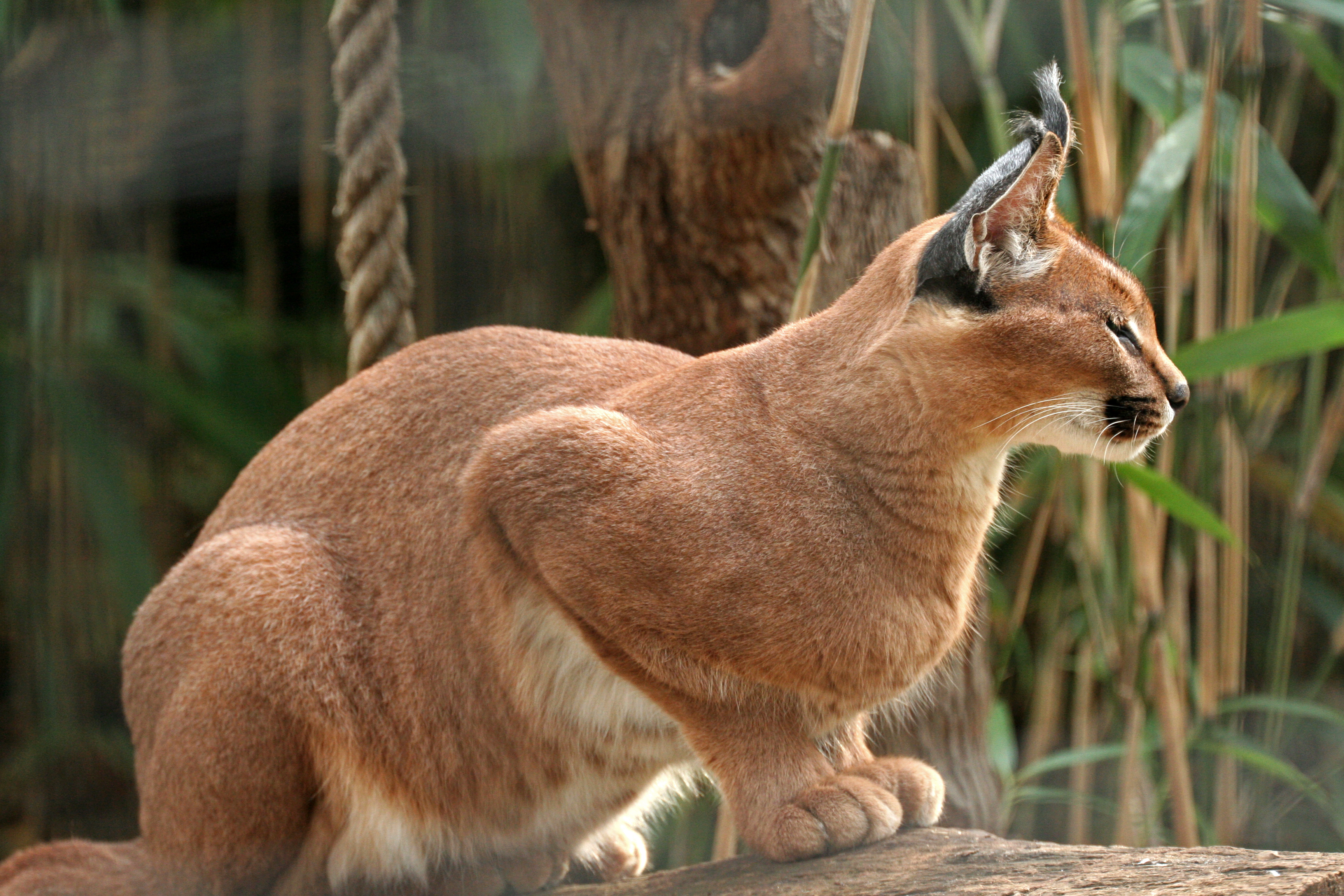
Caracal caracal
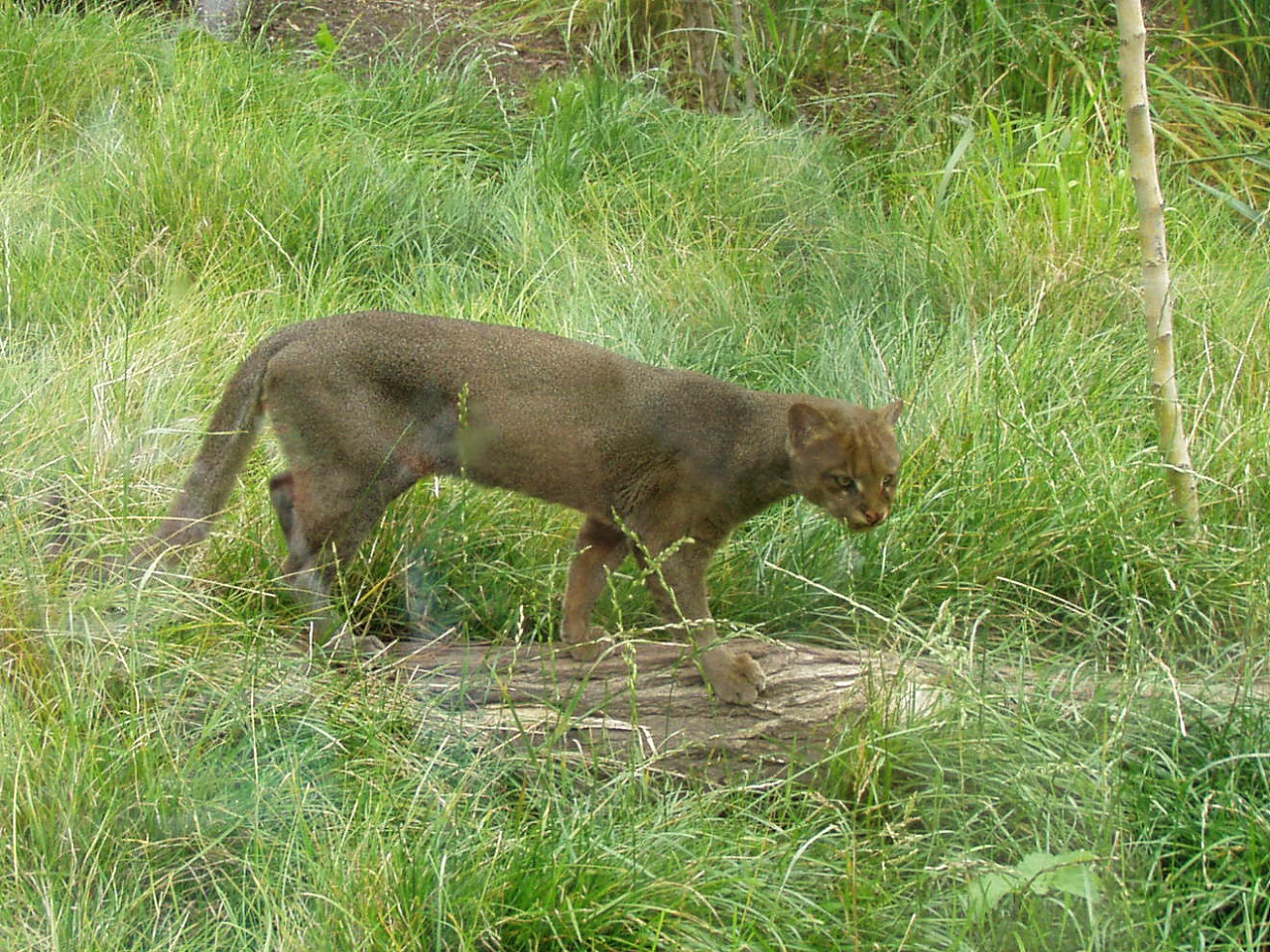
Herpailurus yaguarondi
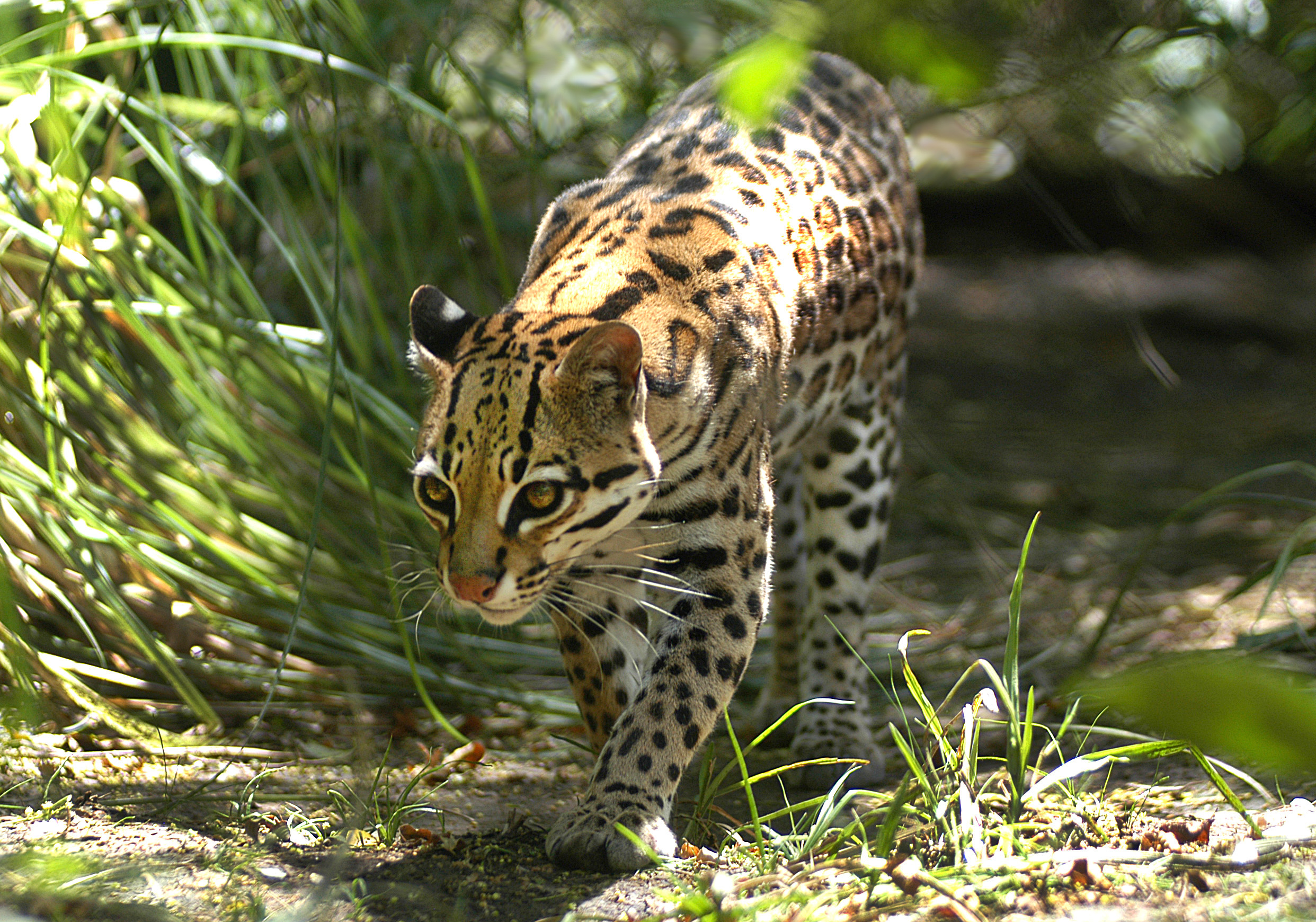
Leopardus wiedii
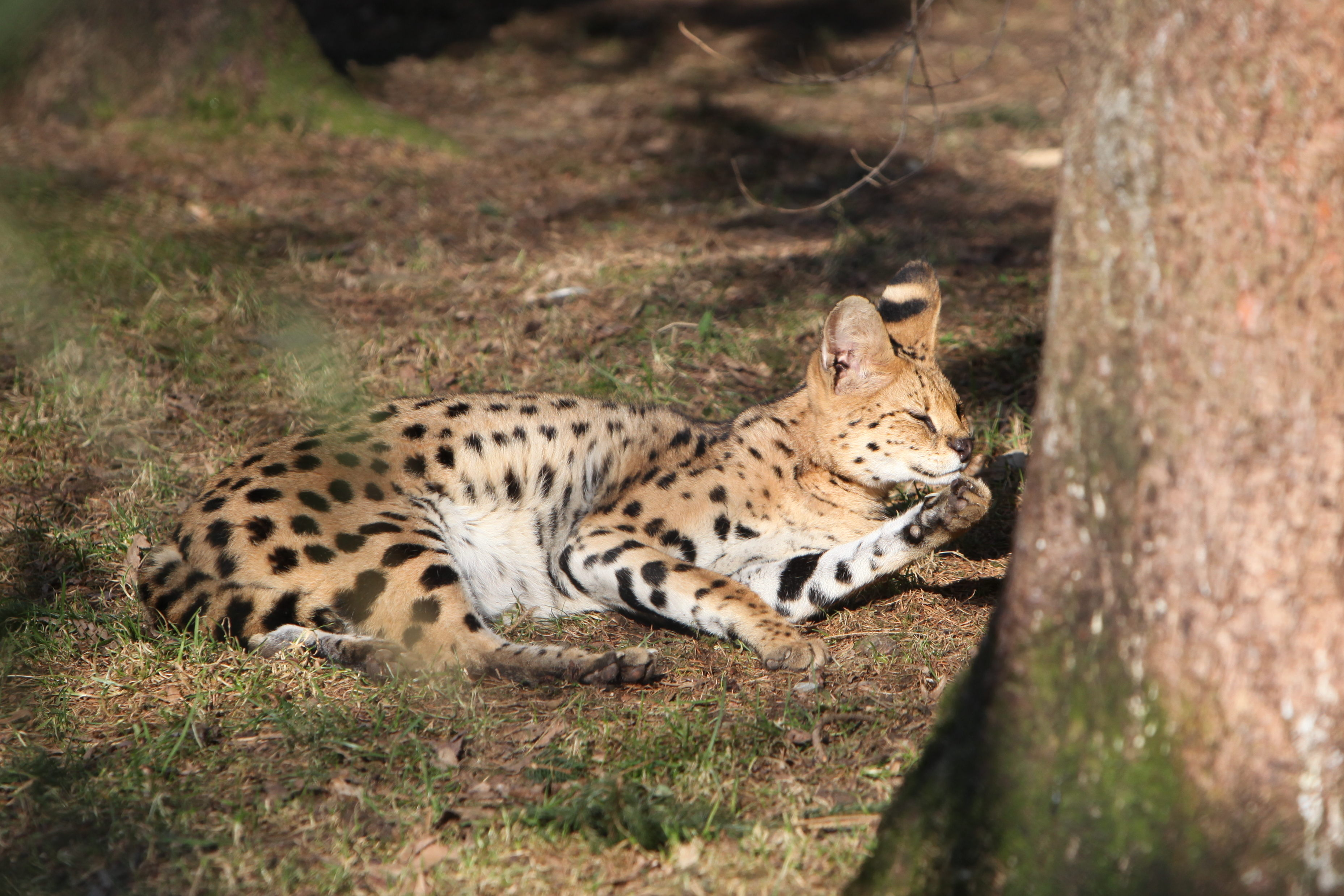
Leptailurus serval
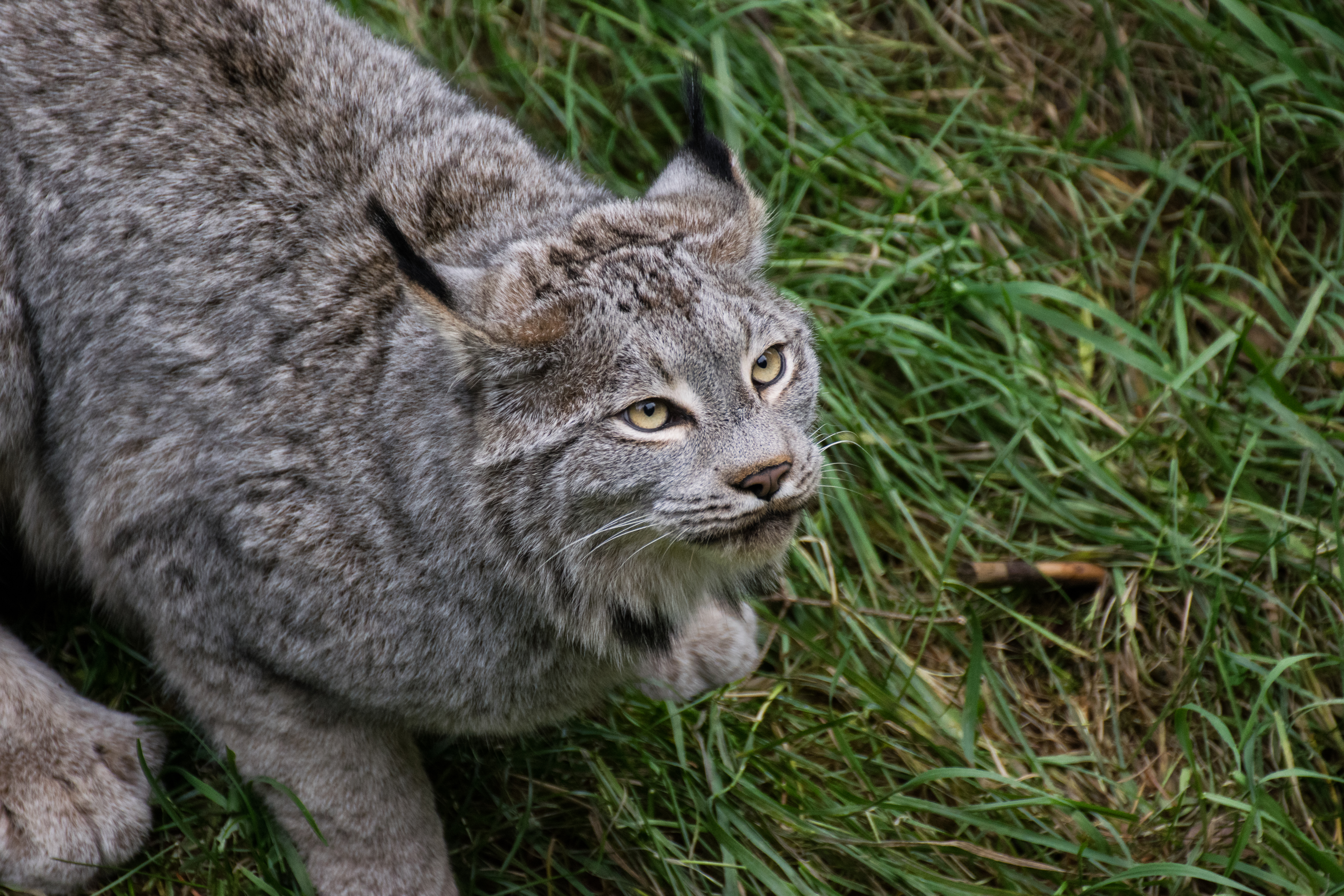
Lynx canadensis
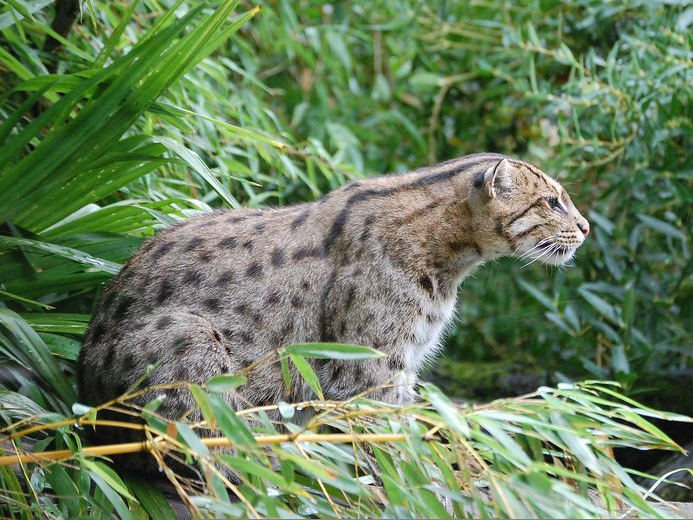
Prionailurus viverrinus
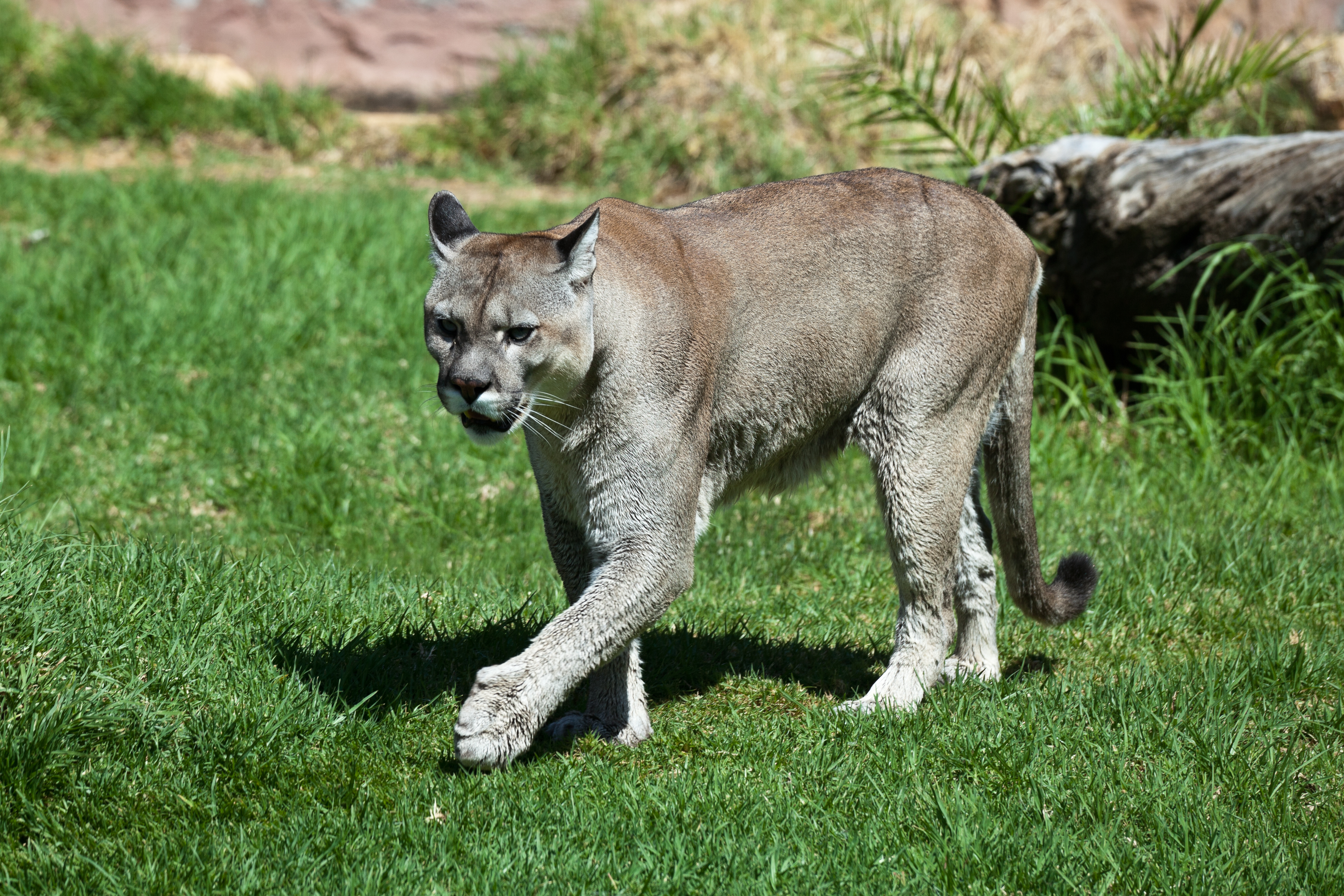
Puma concolor
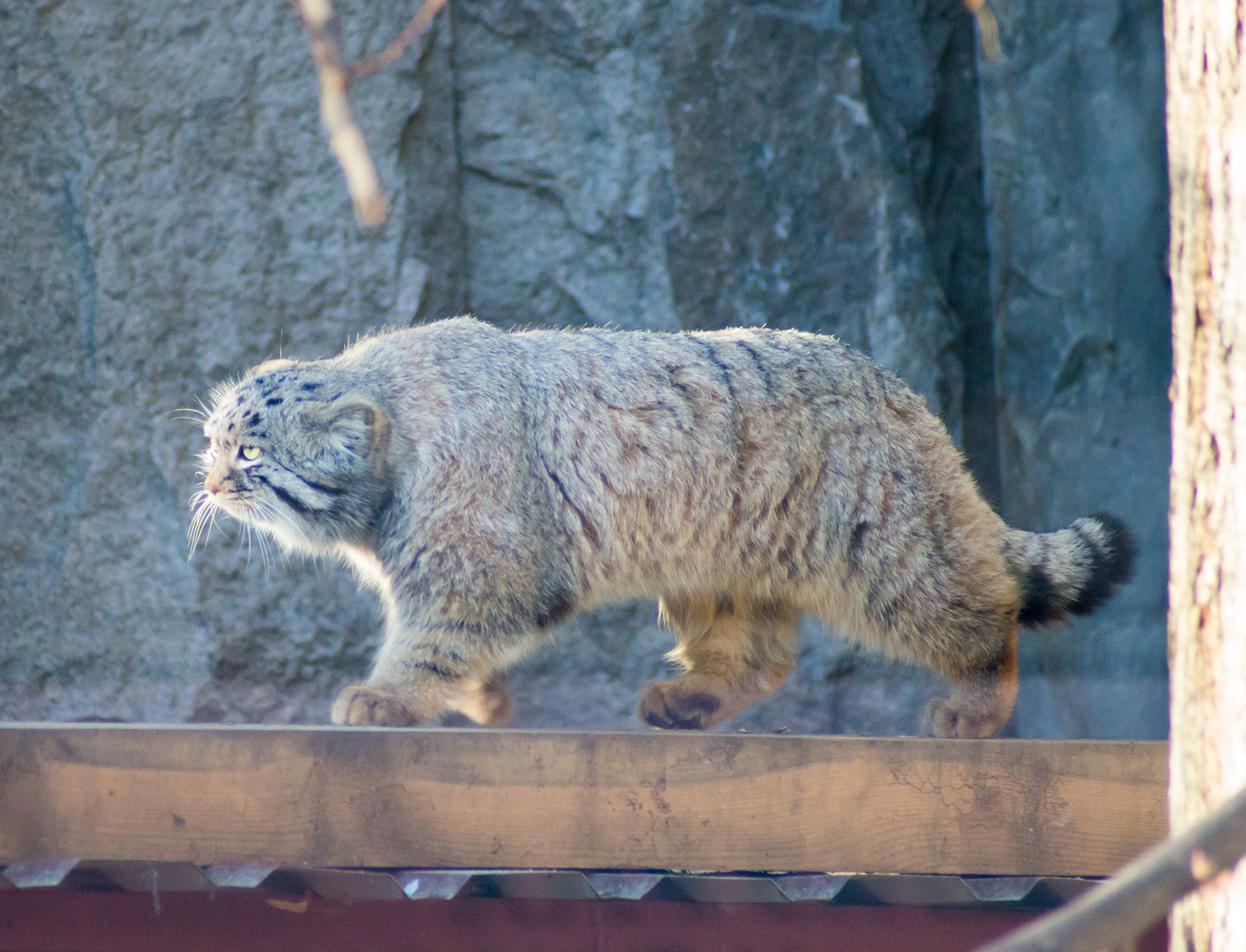
Felis manul
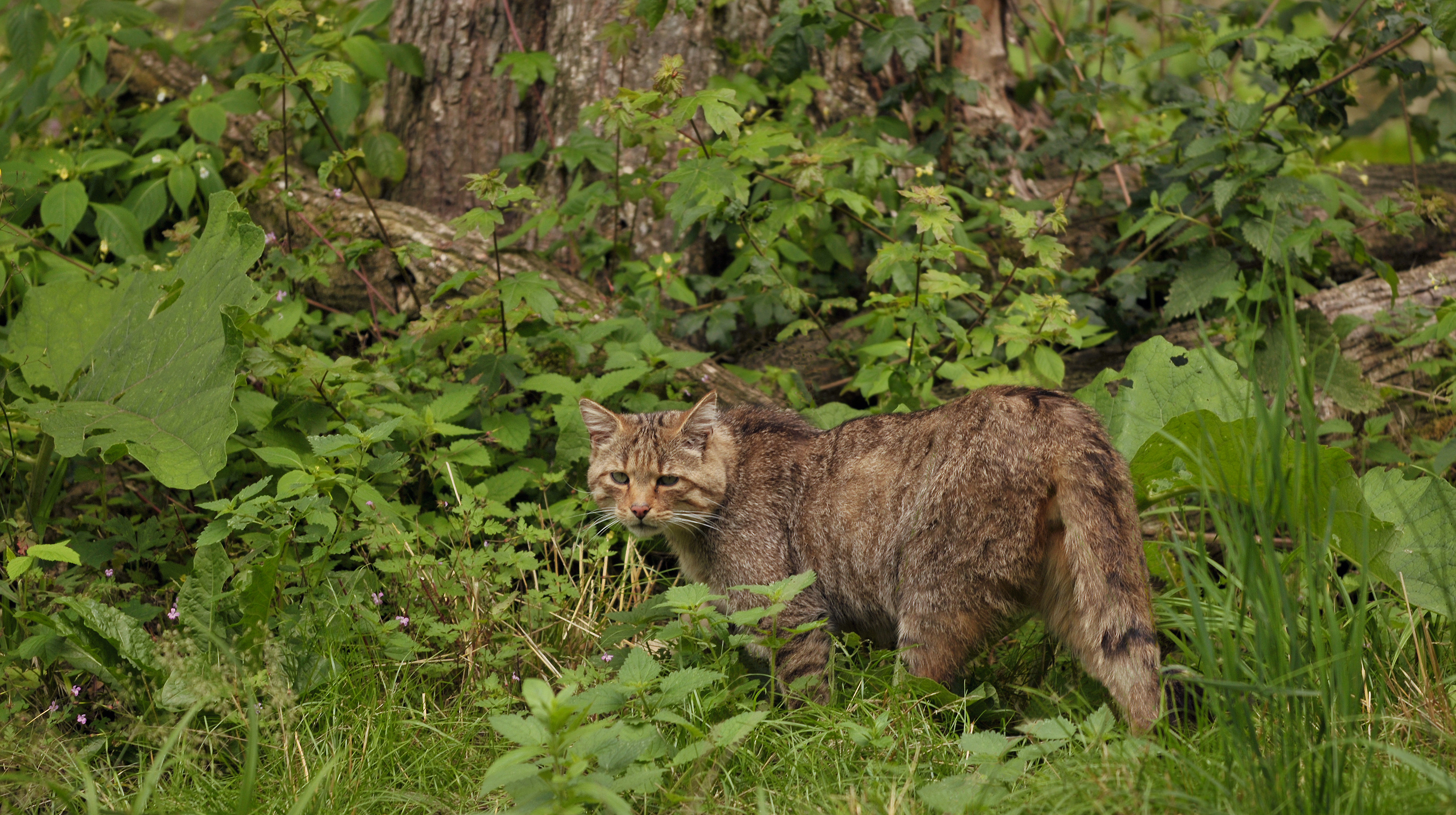
Felis silvestris
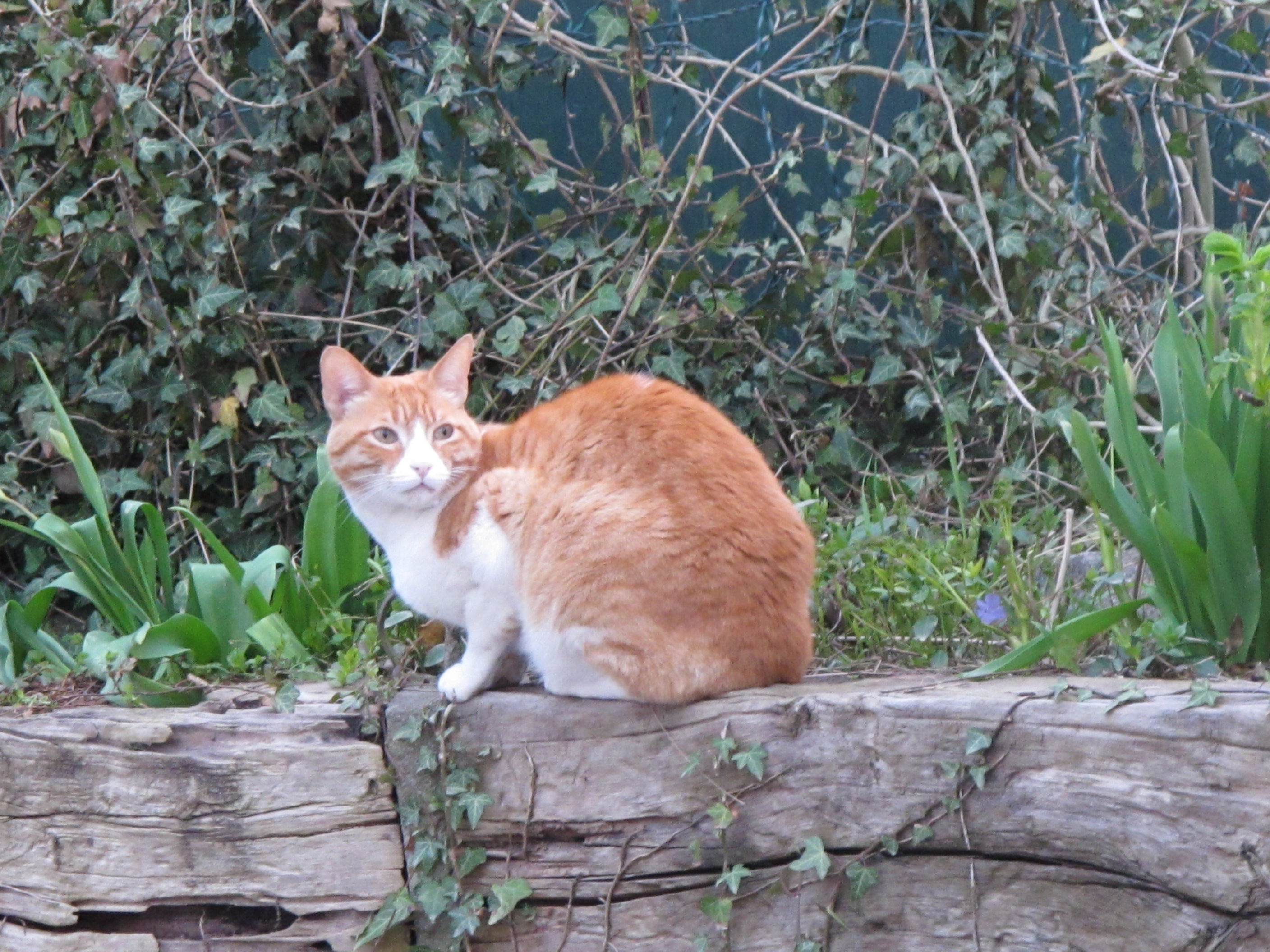
Felis silvestris catus (gatto domestico)